# Presper Eckert
Presper Eckert, född den 9 april 1919 i Philadelphia, död 3 juni 1995.
Tillsammans med John Mauchly konstruerade han ENIAC, den första digitala datorn för generell användning, från 1943 till 1946.